# Гуйва (селище)
Гу́йва — селище (від 1959), у Новогуйвинській селищній територіальній громаді, Житомирського району, Житомирської області.

## Географія
Розташоване за 4 км від районного і обласного центру та залізничної станції Житомир. Прикрасою селища є річка Гуйва з її мальовничими берегами та схилами, яка протікає по території селища.

## Історія
Селище засноване в 1931 році.
Ще в статусі села Гуйва понесла втрати населення під час геноциду українського народу, влаштованого урядом СРСР 1932—1933.
Під час тимчасової німецько-фашистської окупації на території села діяли партизанські диверсійні групи. На фронтах Великої Вітчизняної війни билися з ворогом 154 жителі села, з них 7 загинуло, 147 — відзначені урядовими нагородами.
Воїнам-визволителям селища, які загинули в боротьбі проти фашистів, трудящі Гуйви встановили пам’ятник.
Під час ІІ світової війни біля селища розташовувалася ставка Гіммлера.
26 січня 2024 року, відповідно до Закону України «Про порядок вирішення окремих питань адміністративно-територіального устрою України» від 28 липня 2023 року, віднесене до категорії селищ.

## Населення

### Мова
Розподіл населення за рідною мовою за даними перепису 2001 року:
| Мова       | Кількість | Відсоток |
| ---------- | --------- | -------- |
| українська | 574       | 82.24%   |
| російська  | 124       | 17.76%   |
| Усього     | 698       | 100%     |

## Сьогодення
На території селища працює відділення зв'язку, аптека, фельдшерсько-акушерський пункт, магазини.
Діє загальноосвітня школа I—III ступенів. При школі діють районна спортивна школа, дитячо-юнацький клуб фізичної підготовки, стадіон. У школі бібліотека з книжковим фондом 4020 примірників.
У селищі базується 50-й окремий ремонтно-відновлювальний батальйон.
Протягом останніх років в селищі збудовано багато нових жилих будинків, селище розширюється.
12 червня 2020 року, відповідно до розпорядження Кабінету Міністрів України № 711-р «Про визначення адміністративних центрів та затвердження територій територіальних громад Житомирської області» увійшло до складу Новогуйвинської селищної територіальної громади.
19 липня 2020 року, в результаті адміністративно-територіальної реформи та ліквідації Житомирського району (1939—2020), селище увійшло до складу новоутвореного Житомирського району.